# لويس ألبرتو (لاعب كرة قدم إسباني)
لويس ألبرتو روميرو ألكونشيل (بالإسبانية: Luis Alberto Romero Alconchel)‏ هو لاعب كرة قدم إسباني في مركز خط الوسط المهاجم ، ويلعب حاليًا لنادي الدحيل القطري.

## روابط خارجية
- لويس ألبرتو روميرو على موقع الاتحاد الأوربي (الإنجليزية)
- لويس ألبرتو روميرو على موقع قاعدة بيانات كرة القدم.إي يو (الإنجليزية)
- لويس ألبرتو روميرو على موقع ناشيونال فوتبول تيمز (الإنجليزية)
- لويس ألبرتو روميرو على موقع Soccerbase.com (لاعب) (الإنجليزية)
- لويس ألبرتو روميرو على موقع Soccerway.com (الإنجليزية)
- لويس ألبرتو روميرو على موقع عالم كرة القدم.نت (الإنجليزية)
- لويس ألبرتو روميرو على موقع AS.com (الإسبانية)